# Nisqually Indian Community
Nisqually Indian Community je obec v okrese Thurston v americkém státě Washington, ve které roku 2010 žilo 575 obyvatel. Jedná se o jedno z hlavních míst výskytu indiánského kmene Nisquallyjců.
Rozloha obce činí 7,1 km², vodní plocha zabírá necelé 1 %. Z 575 obyvatel, kteří obec obývali roku 2010, tvořili 60 % původní obyvatelé, 25 % běloši a 2 % pacifičtí ostrované. 8 % obyvatelstva bylo hispánského původu. Obec patří do školního obvodu Yelm Community Schools.